# Ignacio Antonio de Almeida
Ignacio Antonio de Almeida (Guimarães 18 de febrero de 1760-Penedono, 25 de octubre de 1825) fue un compositor portugués.
Desarrolló su próspera actividad musical simultáneamente a la sacerdotal, destacado como maestro de capilla de la catedral de Braga en el repertorio sacro.
Merecen especial mención un Réquiem y un Stabat Mater.